# Geneza unei lumi
Geneza unei lumi este un film românesc din 1970 regizat de Ion Bostan.